# Tutto liscio
Tutto liscio è un film italiano del 2019 diretto da Igor Maltagliati.

## Trama
Brando Brown è un cantante romagnolo di terza generazione che porta avanti una band folkloristica, proprio come fece in passato suo nonno. I "Tutto Liscio" attraversano una forte crisi e rischiano lo scioglimento, ma la figlia di Brando e il suo più caro amico progettano uno stratagemma per cercare di risollevare le sorti del gruppo, coinvolgendo l'ex moglie di Brando.

## Riconoscimenti
Il film è stato presentato in anteprima al Los Angeles, Italia - Film, Fashion and Art Fest.